# Liste der Abgeordneten zum Tiroler Landtag (Austrofaschismus)
Diese Liste der Abgeordneten zum Tiroler Landtag (Austrofaschismus) listet alle Abgeordneten zum Tiroler Landtag in der Periode des Austrofaschismus ab 1934 auf. Der Landtag behielt seine Gesetzgebungskompetenz bis zum 17. März 1938, als die Gesetzgebungskompetenz der Landtage durch den Zweiten Führererlass über die Einführung deutscher Reichsgesetze in Österreich endete. Dieses Gesetz bestimmte die Anwendung des Gesetzes vom 30. Jänner 1934 über den Neuaufbau des Reiches auch auf das ehemalige Staatsgebiet von Österreich, womit die bisherigen Landtage aufzulösen waren. De facto hatten die Landtage jedoch bereits mit dem Einmarsch der Wehrmacht in Österreich am 12. März 1938 ihre Kompetenzen verloren.
Die Zusammensetzung des Landtags orientierte sich im Ständestaat nach Berufsgruppen (altertümlich „Stände“ genannt), wobei die Berufsgruppe der Land- und Forstwirtschaft mit neun von 25 Abgeordneten mehr als ein Drittel der Landtagsabgeordneten stellte. Hinzu kamen je drei Vertreter des Gewerbes bzw. der Industrie und des Bergbaus und je zwei Vertreter des Öffentlichen Dienstes, des Bereiches Schule und Erziehung sowie des Bereiches Handel und Verkehr. Je einen Abgeordneten stellten die Freien Berufe, die Kirchen- und Religionsgemeinschaften, Kunst und Wissenschaft sowie das Geld-, Kredit- und Versicherungswesen.

## Funktionen

### Landtagspräsidenten
Nach der Konstituierung des Landtags übernahm Christian Bader das Amt des Landtagspräsidenten. Als Landtagsvizepräsidenten fungierten Josef Ascher und Erich Hirsch.

### Landtagsabgeordnete
| Name                  | Stand                                 | Anmerkung                 |
| --------------------- | ------------------------------------- | ------------------------- |
| Ahorn Josef           | Land- und Forstwirtschaft             |                           |
| Ascher Josef          | Land- und Forstwirtschaft             | Landtagsvizepräsident     |
| Bader Christian       | Schule und Erziehung                  | Landtagspräsident         |
| Berger Adolf          | Industrie und Bergbau                 |                           |
| Danler Josef          | Kirchen- und Religionsgemeinschaften  | bis 4. Februar 1935       |
| Fink Josef            | Gewerbe                               | ab 1935 für Hermann Huber |
| Hackl Sebastian       | Schule und Erziehung                  |                           |
| Haffner August        | Kunst und Wissenschaft                |                           |
| Hirsch Erich          | Freie Berufe                          | Landtagsvizepräsident     |
| Holzknecht Josef      | Land- und Forstwirtschaft             |                           |
| Huber Hermann         | Gewerbe                               | bis 1935                  |
| Huck Artur            | Handel und Verkehr                    |                           |
| Kaltenhauser Josef    | Land- und Forstwirtschaft             |                           |
| Koch Fritz            | Geld-, Kredit- und Versicherungswesen |                           |
| Maier Hans            | Gewerbe                               |                           |
| Maier Leo             | Handel und Verkehr                    |                           |
| Mayer Ludwig          | Land- und Forstwirtschaft             |                           |
| Mayerl Johann         | Land- und Forstwirtschaft             |                           |
| Pichler Martin        | Gewerbe                               |                           |
| Pichler Herbert       | Industrie und Bergbau                 |                           |
| Platzgummer Adolf     | Öffentlicher Dienst                   |                           |
| Rainer Anton          | Land- und Forstwirtschaft             |                           |
| Reder Willibald       | Industrie und Bergbau                 |                           |
| Schaidreiter Heinrich | Öffentlicher Dienst                   |                           |
| Schalber Josef        | Land- und Forstwirtschaft             |                           |
| Sieberer Josef        | Kirchen- und Religionsgemeinschaften  | ab 1935 für Josef Danler  |
| Siegele Johann        | Land- und Forstwirtschaft             |                           |